# ديفيد كروفورد
ديفيد كروفورد (بالإنجليزية: David Crawford)‏ (10 يونيو 1928 - 6 سبتمبر 1981) دبلوماسي بريطاني كان سفيرا في قطر والبحرين. حائز على وسام القديس ميخائيل والقديس جرجس.

## السيرة
تلقى ديفيد جوردون كروفورد تعليمه في كلية آشفورد النحوي وكلية لندن للاقتصاد. خدم في هيئة سلاح الجيش الملكي التعليمي من 1947 إلى 1955 ثم التحق بالسلك الدبلوماسي في عام 1956. درس في مركز الشرق الأوسط للدراسات العربية ثم عمل في تعز والبحرين ونيويورك وعمان وفي وزارة الخارجية. كان القنصل العام في مسقط من 1969 إلى 1971 ثم رئيس السكن والخدمات في وزارة الخارجية من 1971 إلى 1974 ثم سفير إلى قطر من 1974 إلى 1978 ثم القنصل العام في أتلانتا من 1978 إلى 1981. تم تعيين سفير إلى البحرين في أغسطس 1981. ومع ذلك توفي إثر إصابته بنوبة قلبية في البحرين بعد شهر واحد فقط من توليه المنصب.
حصل كروفورد على وسام القديس ميخائيل والقديس جرجس مع مرتبة الشرف في عيد ميلاد الملكة عام 1981.